# Chloroclysta miata
Chloroclysta miata (tên tiếng Anh: Thảm xanh mùa thu) là một loài bướm đêm thuộc họ Geometridae. Nó được tìm thấy ở hầu hết châu Âu tới Alatau.
Sải cánh dài 34–40 mm. Con trưởng thành bay từ tháng 8 đến tháng 11 và again (sau khi qua mùa đông dưới dạng con trưởng thành) từ tháng 4 đến tháng 5.
Ấu trùng ăn các loài nhiều loại cây rụng lá và cây bụi như Betula verrucosa, Betula pubescens, Salix (bao gồm Salix caprea và Salix phylicifolia), Populus tremula, Sorbus aucuparia, Amelanchier spicata, Prunus padus, Rhamnus frangula, Vaccinium myrtillus, Vaccinium uliginosum. Ấu trùng có thể tìm thấy từ tháng 5 đến tháng 8.

## Phụ loài
- Chloroclysta miata miata
- Chloroclysta miata buzurga Wiltshire, 1970

## Hình ảnh

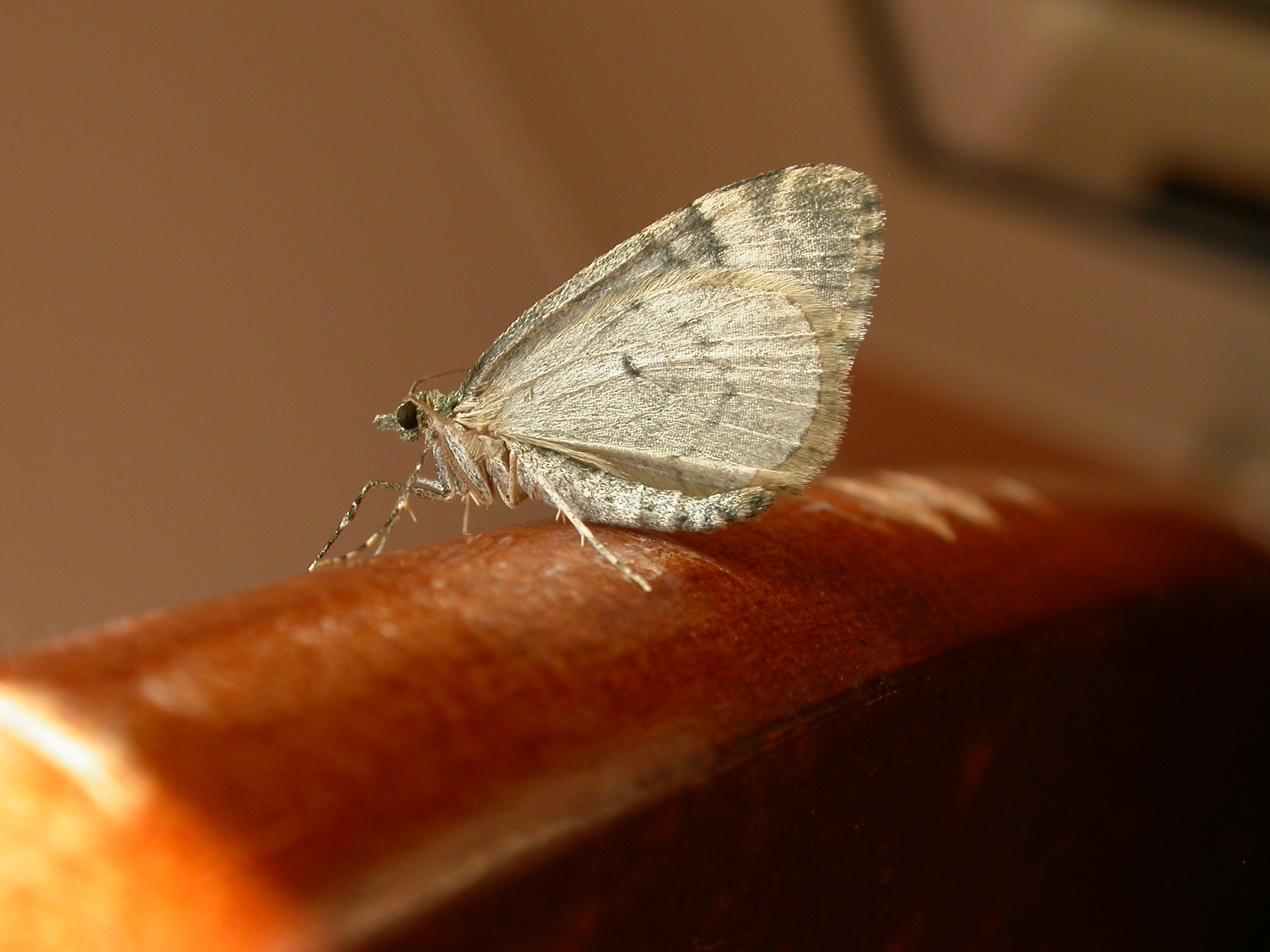
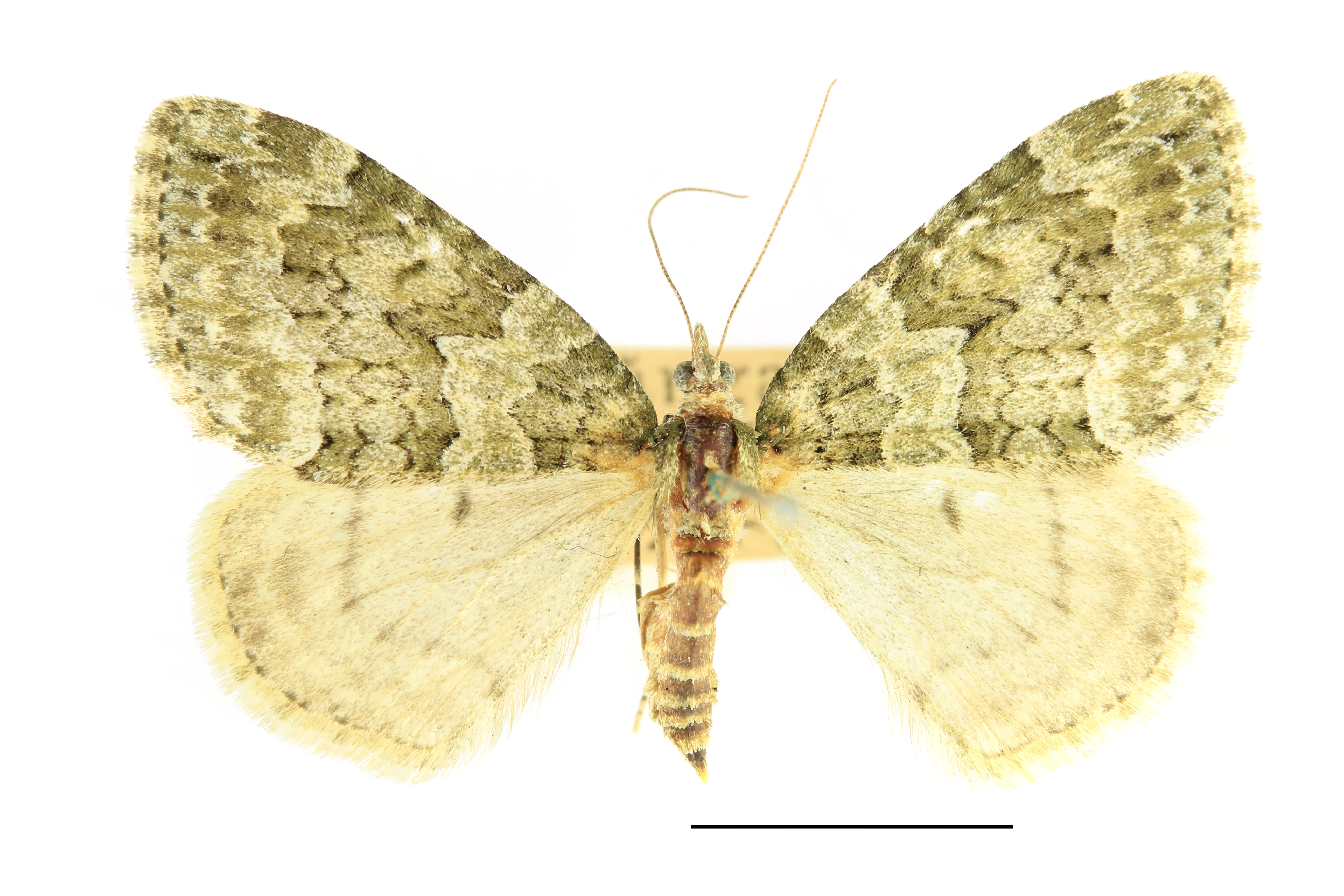
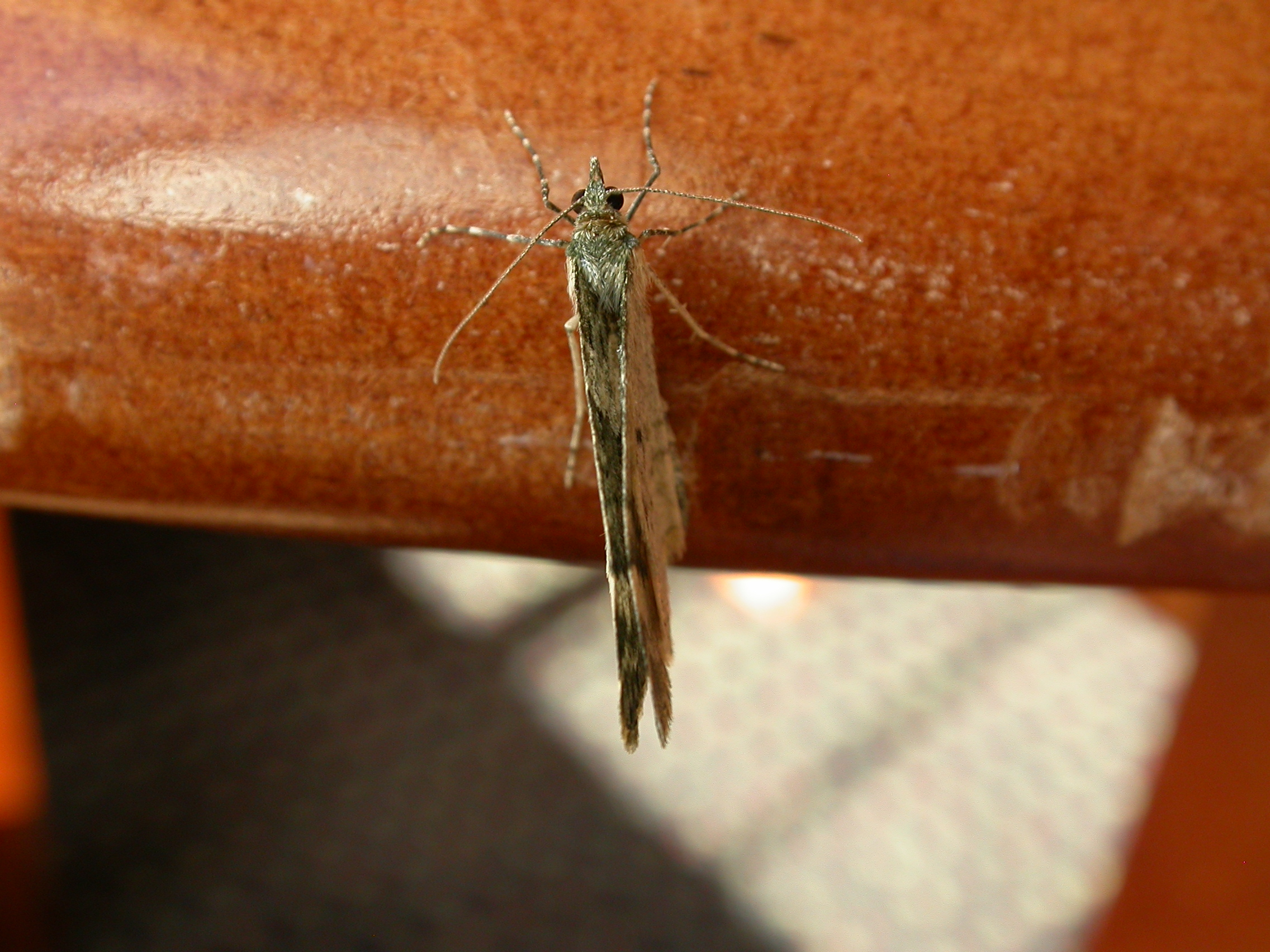
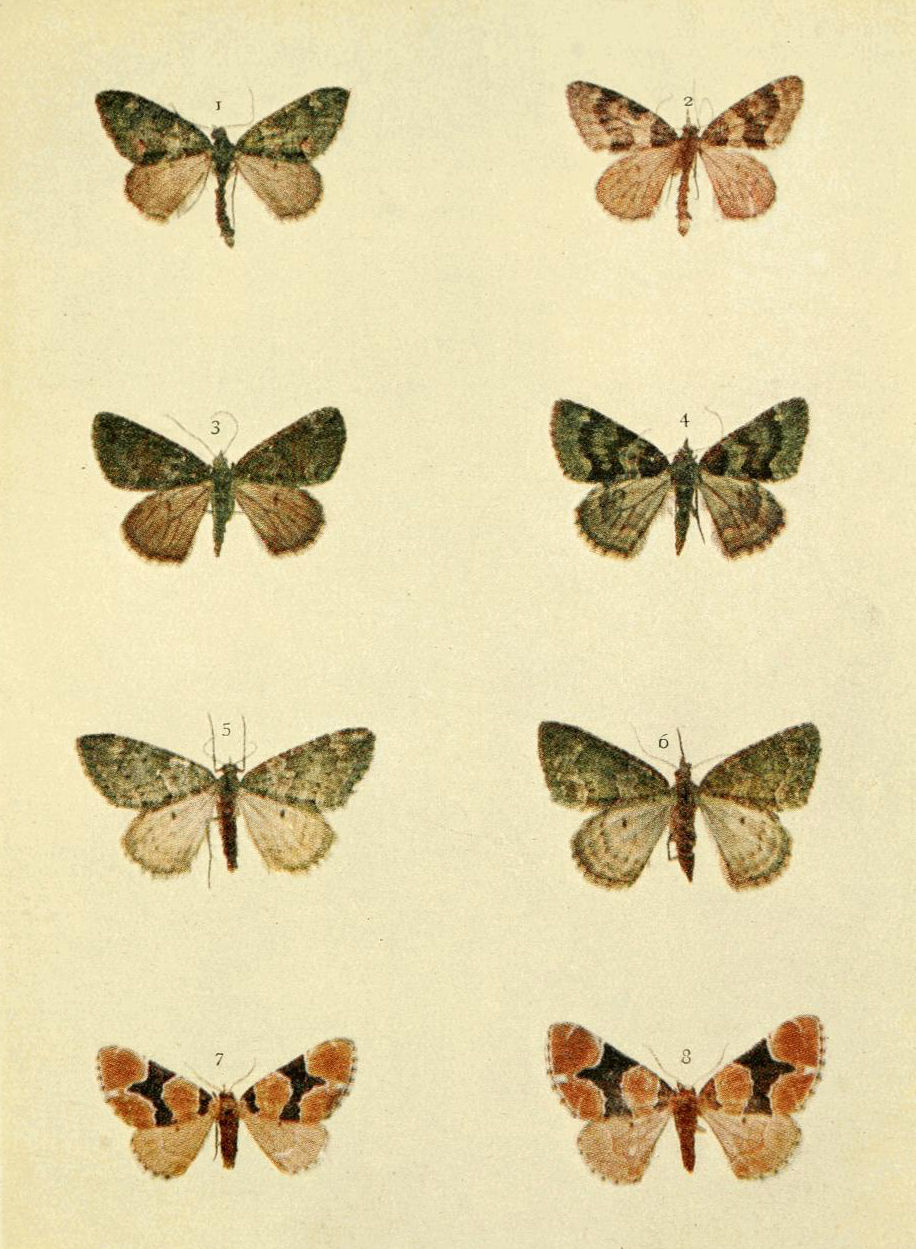